# Zak Kostopoulos
Zacharias "Zak" Kostopoulos (tiếng Hy Lạp: Ζαχαρίας «Ζακ» Κωστόπουλος; sinh ngày 22 tháng 8 năm 1985 – mất ngày 21 tháng 9 năm 2018) là một nhà hoạt động, bảo vệ quyền LGBT, HIV, bán dâm và tị nạn người Mỹ gốc Hy Lạp. Anh cũng là một nghệ sĩ biểu diễn drag với tên nghệ danh là Zackie Oh. Anh bị ám sát tại trung tâm thành phố Athens. Một phiên tòa đang chờ xét xử về cái chết của anh.

## Cuộc đời và sự nghiệp
Anh sinh ra tại Hoa Kỳ năm 1985 trong một gia đình nhập cư Hy Lạp, và chuyển đến Hy Lạp năm 7 tuổi, ra nước ngoài một lần nữa và trở về Hy Lạp.
Anh từng học diễn xuất và marketing. Anh làm việc tại "Athens Check Point", và tình nguyện viên tại Positive Voice (Hiệp hội những người dương tính HIV của Hy Lạp), trong khi viết bài trên internet và báo chí về các vấn đề liên quan đến quyền con người, tình dục và HIV. Anh cũng là chủ tịch của Cộng đồng Đồng tính Hy Lạp (OLKE). Trong cuộc bầu cử thành phố năm 2014, anh ứng cử vào hội đồng thành phố Athens trong danh sách bầu cử Π.Ν.ΟΙΚ.Α ('Sáng kiến cho một Athens Mới và Sinh thái', Πρωτοβουλία για μια Νέα και Οικολογική Αθήνα). Vài năm gần đây anh tham gia biểu diễn drag tại Athens với tên nghệ danh là "Zackie Oh". Anh dương tính HIV.
Năm 2017, anh biểu diễn Disco Inferno tại Athens Pride.

## Qua đời
Anh bị ám sát vào ngày 21 tháng 9 năm 2018 tại Phố Gladstonos ở trung tâm thành phố Athens. Đối với cái chết của anh, 6 người đã bị buộc tội, nhưng phiên tòa xét xử vụ án đã bị hoãn lại do các biện pháp chống đại dịch COVID-19 tại Hy Lạp. Tuy nhiên, vào ngày 21 tháng 10 năm 2021, phiên tòa được mở lại xét xử, 6 bị cáo, trong đó có 4 cảnh sát vì tội giết người.

## Di sản
Kostopoulos được chôn cất tại thị trấn Kirra nơi anh lớn lên. Kể từ năm 2018, nhiều người tổ chức các cuộc tuần hành hàng năm tại Athens để tưởng nhớ cái chết của Kostopoulos và kêu gọi công lý chống những kẻ ám sát anh. Các khẩu hiệu "Zackie còn sống, đập tan Đức Quốc xã" (có vần trong tiếng Hy Lạp: Η Ζάκι ζει, τσακίστε τους ναζί) và "cảnh sát, TV, chủ nghĩa tân quốc xã, tất cả những kẻ khốn nạn cùng nhau đối xử người khác" (μπάτσοι, τιβί, νεοναζί, όλα τα καθάρματα δουλεύουνε μαζί) đã được hô vang tại các sự kiện trên khắp đất nước.
Vào năm 2019, Nasos Iliopoulos, lãnh đạo phe Syriza bên trong Hội đồng thành phố Athens, đã đề xuất đổi tên đường Gladstonos (tiếng Hy Lạp: οδός Γλάδστωνος) thành đường Zak Kostopoulos (tiếng Hy Lạp: οδός Ζακ Κωστόπουλου). Thị trưởng Athens, Kostas Bakoyannis đề xuất chống lại sự không khoan dung, phân biệt chủng tộc và hận thù, mà đa số trong hội đồng bỏ phiếu ủng hộ.
Vào năm 2021, một nhà nghiên cứu khoa học của Đại học Aristotle tại Thessaloniki, đã đặt tên cho hai loài vi khuẩn lam mới được phát hiện là Iphianassa zackieohae và Speos fyssasii, theo tên của các nhà hoạt động Zak Kostopoulos và Pavlos Fyssas.